# This Summer’s Gonna Hurt like a Motherfucker
This Summer’s Gonna Hurt like a Motherfucker (również jako This Summer’s Gonna Hurt...) – singel pochodzący z reedycji piątego studyjnego albumu grupy Maroon 5 zatytułowanego V. Autorami utworu są wokalista zespołu Adam Levine i Shellback. Singel wydano 15 maja 2015.

## Teledysk
Teledysk do utworu został nakręcony 28 maja 2015 podczas koncertu na żywo na SSE Wembley Arena i został wyreżyserowany przez Travisa Schneidera oraz Adama Levine’a. Premiera obrazu odbyła się 30 maja tego samego roku.
W teledysku Levine pokazuje całkowicie nagie pośladki. Z tego powodu w wersji nieocenzurowanej pojawia się ostrzeżenie o treści i wymóg potwierdzenia pełnoletniości.

## Notowania
| Lista (2015)                                | Najwyższa pozycja |
| ------------------------------------------- | ----------------- |
| Australia (ARIA Charts)                     | 70                |
| Belgia (Ultratop 50 Singles we Flandrii)    | 13                |
| Belgia (Ultratop 50 Singles w Walonii)      | 15                |
| Czechy (IFPI Ceská Republika)               | 85                |
| Kanada (Canadian Hot 100)                   | 16                |
| Francja (SNEP)                              | 181               |
| Holandia (MegaCharts)                       | 76                |
| Korea Południowa (Gaon)                     | 38                |
| Liban (OLT 20)                              | 15                |
| Słowacja (IFPI)                             | 62                |
| Szwecja (Sverigetopplistan)                 | 95                |
| Stany Zjednoczone (Billboard Hot 100)       | 23                |
| Stany Zjednoczone (Hot Adult Top 40 Tracks) | 16                |
| Stany Zjednoczone (Adult Contemporary)      | 29                |
| Stany Zjednoczone (Mainstream Top 40)       | 11                |

Singiel w Polsce uzyskał status platynowej płyty.